# Myrmelachista reticulata
Myrmelachista reticulata är en myrart som beskrevs av Borgmeier 1928. Myrmelachista reticulata ingår i släktet Myrmelachista och familjen myror. Inga underarter finns listade i Catalogue of Life.